# Willem II (câu lạc bộ bóng đá)
Willem II (phát âm tiếng Hà Lan: [ˈʋɪləm ˈtʋeː]), còn được gọi là Willem II Tilburg, là một câu lạc bộ bóng đá Hà Lan có trụ sở tại Tilburg, Hà Lan. Đội chơi ở Eredivisie, giải đấu hàng đầu của bóng đá Hà Lan, sau khi thăng hạng từ Eerste Divisie trong mùa giải 2023–24.
Câu lạc bộ được thành lập vào ngày 12 tháng 8 năm 1896 với tên Tilburgia. Vào ngày 12 tháng 1 năm 1898, câu lạc bộ được đổi tên thành Willem II theo tên vua Hà Lan William II (1792–1849), người, với tư cách là Hoàng tử xứ Orange và chỉ huy quân đội Hà Lan, có trụ sở quân sự ở Tilburg trong cuộc nổi dậy của Bỉ năm 1830, dành nhiều thời gian ở thành phố sau khi trở thành vua và chết ở đó.
Áo thi đấu của câu lạc bộ gồm các sọc dọc màu đỏ-trắng-xanh, lấy cảm hứng từ màu cờ của Hà Lan. Willem II chơi các trận đấu trên sân nhà tại sân vận động Koning Willem II, cũng được đặt theo tên của Nhà vua. Sân vận động được khai trương vào ngày 31 tháng 5 năm 1995, có sức chứa 14.700 khán giả. Số người tham dự trung bình trong năm 2004–05 là 12.500 người.
Câu lạc bộ đã vô địch Eredivisie ba lần và Eerste Divisie bốn lần.

## Cầu thủ

### Đội hình hiện tại
Tính đến ngày 2/9/2024
Ghi chú: Quốc kỳ chỉ đội tuyển quốc gia được xác định rõ trong điều lệ tư cách FIFA. Các cầu thủ có thể giữ hơn một quốc tịch ngoài FIFA.
| Số | VT | Quốc gia               | Cầu thủ                                  |
| -- | -- | ---------------------- | ---------------------------------------- |
| 1  | TM | Pháp                   | Thomas Didillon-Hödl                     |
| 4  | HV | Hà Lan                 | Erik Schouten (đội trưởng thứ 2)         |
| 5  | HV | Iceland                | Rúnar Þór Sigurgeirsson                  |
| 6  | TV | Bỉ                     | Boris Lambert                            |
| 7  | TĐ | Hà Lan                 | Nick Doodeman                            |
| 8  | TV | Hà Lan                 | Jesse Bosch                              |
| 9  | TĐ | Bỉ                     | Kyan Vaesen (mượn từ Westerlo)           |
| 11 | TĐ | Đức                    | Emilio Kehrer                            |
| 14 | TV | Bỉ                     | Cisse Sandra (mượn từ Club Brugge)       |
| 15 | HV | Serbia                 | Miodrag Pivaš (mượn từ Newcastle United) |
| 16 | TV | Hà Lan                 | Ringo Meerveld                           |
| 17 | TĐ | Hà Lan                 | Patrick Joosten                          |
| 18 | TĐ | Cộng hòa Dân chủ Congo | Jeremy Bokila                            |
| 20 | HV | Hà Lan                 | Valentino Vermeulen                      |

| Số | VT | Quốc gia  | Cầu thủ                     |
| -- | -- | --------- | --------------------------- |
| 21 | TĐ | Thụy Điển | Amar Fatah (mượn từ Troyes) |
| 22 | HV | Bỉ        | Rob Nizet                   |
| 24 | TM | Hà Lan    | Connor van den Berg         |
| 25 | HV | Bỉ        | Mickaël Tırpan              |
| 27 | TV | Hà Lan    | Dani Mathieu                |
| 30 | HV | Áo        | Raffael Behounek            |
| 33 | HV | Hà Lan    | Tommy St. Jago              |
| 34 | HV | Hà Lan    | Amine Lachkar               |
| 35 | TĐ | Hà Lan    | Khaled Razak                |
| 41 | TM | Hà Lan    | Maarten Schut               |
| 44 | HV | Hà Lan    | Niels van Berkel            |
| 48 | HV | Hà Lan    | Jens Mathijsen              |
| 50 | TV | Hà Lan    | Per van Loon                |

### Cho mượn
Ghi chú: Quốc kỳ chỉ đội tuyển quốc gia được xác định rõ trong điều lệ tư cách FIFA. Các cầu thủ có thể giữ hơn một quốc tịch ngoài FIFA.
| Số | VT | Quốc gia | Cầu thủ                                   |
| -- | -- | -------- | ----------------------------------------- |
| —  | TV | Hà Lan   | Max de Waal (tại VVV-Venlo đến 30/6/2025) |